# Ziegelhütte (Igersheim)
Ziegelhütte ist ein Wohnplatz auf der Gemarkung des Igersheimer Ortsteils Bernsfelden im Main-Tauber-Kreis im fränkisch geprägten Nordosten Baden-Württembergs.

## Geschichte
Der Wohnplatz kam als Teil der ehemals selbständigen Gemeinde Bernsfelden am 1. Januar 1972 zur Gemeinde Igersheim.

## Kulturdenkmale
Kulturdenkmale in der Nähe des Wohnplatzes sind in der Liste der Kulturdenkmale in Bernsfelden verzeichnet.

## Verkehr
Ziegelhütte liegt an einer Kreuzung der B 19 mit der L 1001.
Ein parallel zur B 19 verlaufender Radweg führt direkt am Wohnplatz vorbei.